# Двойное страхование
Двойное страхование (многократное страхование) — одновременное страхование одного и того же имущественного интереса, одного и того же объекта и риска у разных страховщиков, при котором суммарный лимит ответственности страховщиков (общая страховая сумма по всем договорам) превышает страховую стоимость.
Важно отличать двойное страхование от сострахования — и при двойном страховании, и  при состраховании в отношении одного и того же объекта на том или ином отрезке времени действуют несколько договоров страхования и страховых полисов. Отличие состоит в том, что при состраховании несколько страховщиков страхуют один и тот же объект от одних и тех же рисков, но совокупный лимит ответственности при этом не превышает страховой стоимости.
Нередко двойное страхование является проявлением и индикатором страхового мошенничества.
Ситуации с двойным страхованием и его последствия кардинально различаются для имущественного и личного страхования.

## Двойное страхование в нормативных актах РФ
Гражданский кодекс РФ

Статья 951. Последствия страхования сверх страховой стоимости
1. Если страховая сумма, указанная в договоре страхования имущества или предпринимательского риска, превышает страховую стоимость, договор является ничтожным в той части страховой суммы, которая превышает страховую стоимость.
Уплаченная излишне часть страховой премии возврату в этом случае не подлежит.
2. Если в соответствии с договором страхования страховая премия вносится в рассрочку и к моменту установления обстоятельств, указанных в пункте 1 настоящей статьи, она внесена не полностью, оставшиеся страховые взносы должны быть уплачены в размере, уменьшенном пропорционально уменьшению размера страховой суммы.
3. Если завышение страховой суммы в договоре страхования явилось следствием обмана со стороны страхователя, страховщик вправе требовать признания договора недействительным и возмещения причиненных ему этим убытков в размере, превышающем сумму полученной им от страхователя страховой премии.
4. Правила, предусмотренные в пунктах 1 - 3 настоящей статьи, соответственно применяются и в том случае, когда страховая сумма превысила страховую стоимость в результате страхования одного и того же объекта у двух или нескольких страховщиков (двойное страхование).
Сумма страхового возмещения, подлежащая выплате в этом случае каждым из страховщиков, сокращается пропорционально уменьшению первоначальной страховой суммы по соответствующему договору страхования.
— http://base.garant.ru/10164072/48 Гражданский кодекс РФ, глава 48, статья 951
Кодекс торгового мореплавания РФ

Статья 260. Двойное страхование
1. В случае, если объект застрахован у нескольких страховщиков на суммы, которые в итоге превышают его страховую стоимость (двойное страхование), все страховщики отвечают только в размере страховой стоимости; при этом каждый из них отвечает в размере, пропорциональном отношению страховой суммы согласно заключенному им договору морского страхования к общей страховой сумме по всем договорам морского страхования, заключенным в отношении данного объекта.
2. В случае, если одна и та же ответственность судовладельца застрахована у нескольких страховщиков (двойное страхование), каждый из страховщиков отвечает в размере, равном его ответственности в соответствии с заключенным им договором морского страхования.
В случае, если при наступлении страхового случая размер ответственности судовладельца меньше размера ответственности всех страховщиков, каждый из страховщиков отвечает в размере, пропорциональном отношению размера его ответственности к размеру ответственности всех страховщиков.
— http://ktm.kodeksrf.net/s260.htm Кодекс торгового мореплавания

## Двойное страхование в страховании имущества
Если страхователь страхует уже застрахованное имущество в других страховых организациях, он должен в письменном виде сообщить страховщику сведения о других страховщиках и страховых суммах (в противном случае он может попасть под уголовное преследование).
При наступлении страхового случая каждый из страховщиков выплачивает не полную сумму страховой выплаты, а только её часть, пропорциональную доле полученной им страховой премии в суммарном объёме страховых премий, полученных всеми страховщиками в процессе двойного страхования.

## Двойное страхование в личном страховании
В личном страховании понятие двойного страхования, как правило, вообще не используется. Поскольку размер страховой суммы в личном страховании устанавливается исключительно соглашением страхователя и страховщика, повторное страхование одного и того же риска (например - дожития до определенного возраста в страховании жизни) не может привести к превышению страховой стоимости и каким-то образом ущемлять интересы какого-то из страховщиков. Таким образом, жизнь и здоровье можно застраховать сразу в нескольких страховых компаниях на любую сумму - это не будет противоречить ни законам РФ, ни правилам страхования и при наступлении страхового случая выплата (компенсация) будет получена от каждого страховщика в полном объёме.

## Двойное страхование в литературе и кино
- Двойная страховка